# Петропавловская Слобода (Сумская область)
Петропавловская Слобода (укр. Петропавлівська Слобода) — село, Баничевский сельский совет, Глуховский район, Сумская область, Украина.
Код КОАТУУ — 5921580404. Население по переписи 2001 года составляло 11 человек.

## Географическое положение
Село Петропавловская Слобода находится на правом берегу реки Клевень, выше по течению на расстоянии в 1 км расположено село Будища, ниже по течению на расстоянии в 0,5 км расположено село Вятка (Путивльский район), на противоположном берегу — село Шулешовка (Путивльский район).